# Kopiec Tadeusza Kościuszki w Uchańce
Kopiec Tadeusza Kościuszki w Uchańce – kopiec usypany na południowym krańcu wsi Uchańka w gminie Dubienka, upamiętniający bitwę pod Dubienką z 1792. Pierwszy kopiec powstał w tym miejscu w 1861. Został zniszczony przez władze carskie, a następnie odbudowany w 1905. Przetrwał do I wojny światowej, a w 1918 usypano na tym miejscu nowy kopiec. Został on ponownie zniszczony podczas II wojny światowej. Odbudowano go w 1964. 24 lipca 1966 nastąpiło odsłonięcie pomnika wieńczącego wierzchołek kopca. Ma on formę trzech stalowych masztów o wysokości 10 m, u których wierzchołków znajdują się trzy tarcze o wymiarach 1×1 m z kompozycjami artystycznymi wykonanymi techniką mozaikową. Obecny kopiec liczy 8 m wysokości (niektóre źródła podają 10 m), a średnica jego podstawy wynosi 20 m.
Przy Kopcu Kościuszki rozpoczyna się  niebieski pieszy szlak „Tadeusza Kościuszki”, liczący około 120,5 km długości.